# Pendem (Ngariboyo)
Pendem is een bestuurslaag in het regentschap Magetan van de provincie Oost-Java, Indonesië. Pendem telt 1431 inwoners (volkstelling 2010).